# Alexis Fawx
Alexis Fawx (Pennsylvania, 23 giugno 1975) è un'attrice pornografica statunitense.

## Carriera
Nata in una piccola città della Pennsylvania, dopo il diploma, entra nella Air Force e ci rimane per 4 anni, abbandonandola per via della morte del padre. In seguito, si iscrive e si laurea al college, iniziando a lavorare come assistente legale nel settore brevetti e marchi.
Entra nel mondo del porno a 35 anni nel 2010 e solo due anni dopo ottiene un contratto con la casa di produzione BangBros, in Florida.
Nel 2017 partecipa alla seconda edizione di Brazzers House e l'anno successivo quale conduttrice della quarta puntata. Ha lavorato con numerose case di produzione quali Reality Kings, Elegant Angel e Naughty America e Brazzers, con cui ha stipulato un contratto in esclusiva nel 2020.

## Riconoscimenti
- AVN Award
  - 2020 – AVN Award for MILF Performer of the Year[8]
  - 2022 – AVN Award for MILF Performer of the Year[9]
  - 2025 – Best Sex Scene - Foursome/Orgy per Brazzers Present: 20 for 20 con Cherie DeVille, Angela White, Kayley Gunner, Lily Lou, Abigail Morris, Kira Noir, Ryan Reid, Gal Ritchie, Queenie Sateen, Luna Star, Monique Alexander, Mick Blue, Hollywood Cash, Manuel Ferrara, Ricky Johnson, JMac, Alex Jones, Keiran Lee, Isiah Maxwell, Scott Nails e Van Wylde[10]
  - XBIZ Awards
  - 2022 – XBIZ Award for MILF Performer of the Year[11]
  - 2025 – Best Sex Scene - Orgy/Group per Brazzers Present: 20 for 20 con Cherie DeVille, Monique Alexander, Kayley Gunner, Lily Lou, Abigail Morris, Kira Noir, Ryan Reid, Gal Ritchie, Queenie Sateen, Luna Star, Angela White, Mick Blue, Hollywood Cash, Manuel Ferrara, Ricky Johnson, JMac, Alex Jones, Keiran Lee, Isiah Maxwell, Scott Nails e Van Wylde[12]